# Exploitation du soufre en Sicile

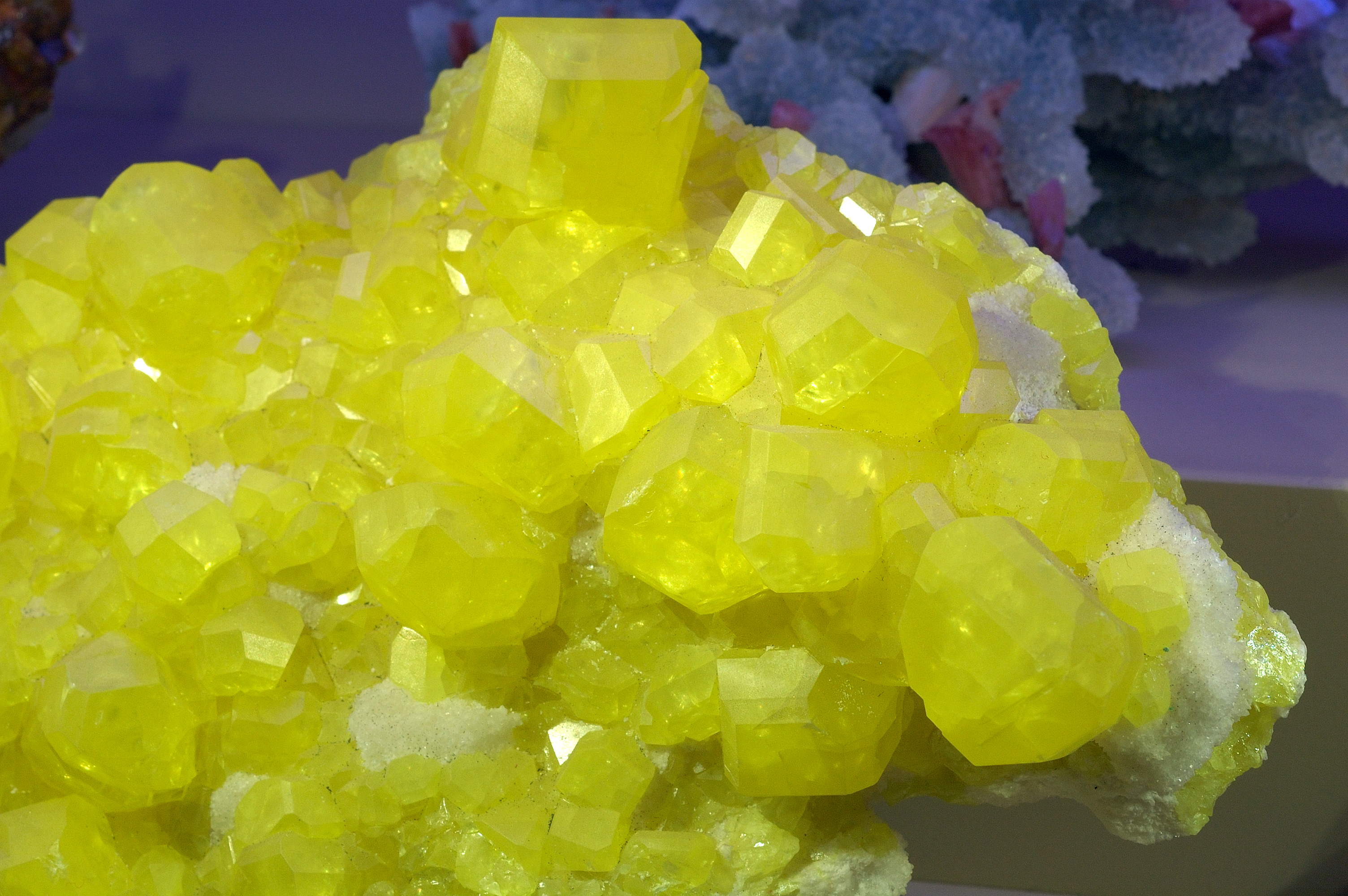
Cristaux de soufre provenant de la province d'Agrigente, en Sicile.

L'exploitation du soufre en Sicile a été jusque dans les années 1970 une des plus importantes ressources minières de l'île. À la fin des années 1830, le soufre sicilien a ainsi représenté près de 80 % de la production mondiale de soufre et a notamment été à l'origine d'une crise politique entre le royaume des Deux-Siciles et l'Empire britannique : la question des soufres.

## Histoire
Le soufre, aussi appelé « pierre à feu », possède une multitude d'utilisations : agent de blanchiment, encens pour les cérémonies religieuses, insecticides et colle. Exploité depuis la Préhistoire, les Romains s'en servaient pour faire des feux d'artifice et des armes. Le soufre industriel de Sicile provient de roches sédimentaires du Miocène enfoncées à 200 mètres sous terre,.

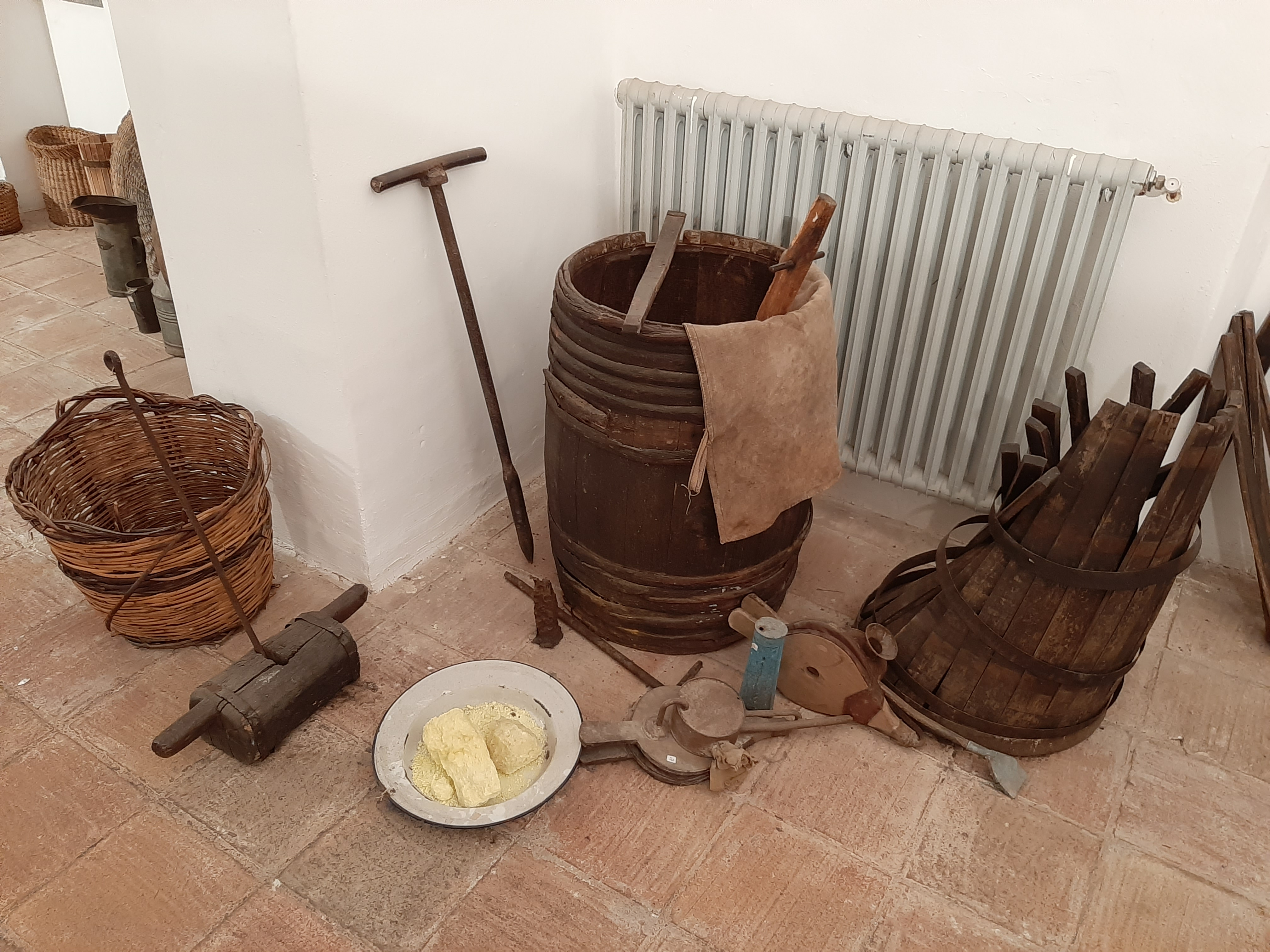
Anciens outils pour l'extraction du soufre, Musée Nicola-Barbato, Piana degli Albanesi.

En 1808, les Britanniques, qui occupent militairement et politiquement l'île pour la défendre des troupes napoléoniennes, obtiennent du roi Ferdinand III la possibilité d'extraire du soufre en Sicile pour le compte de l'industrie chimique anglaise. En 1815, quinze mines ont été ouvertes, elles sont presque 200 trente ans plus tard, poussant à une crise de surproduction dès 1836. 110000 tonnes de minerai sont exportés en 1850 contre 25000 en 1832. Les paysans quittent les campagnes pour les mines qui emploient, en 1860, 16000 travailleurs, principalement autour de Favara, Caltanissetta et Enna alors que Porto Empedocle devient le principal port d'exportation du soufre.
En Sicile, les sous-sols n'appartiennent pas à l’État mais au propriétaire du terrain. Cette industrie minière enrichit donc les grands aristocrates qui sous-traitent l'exploitation de leur sous-sols à un gabelotto, métayer qui leur garantit un revenu fixe. Le crédit et la commercialisation sont l'affaire des Anglais.
Pour extraire le minerai des sous-sols, les picconieri piochent à 100 ou 200 mètres de profondeur, pour qu'ensuite des adolescents et des enfants, les carusi, vendus par leurs parents, sans qu'ils n'aient parfois plus de cinq ans, transportent les blocs de 30 à 80 kg jusqu'aux ouvriers chargés de purifier le minerai en le chauffant.

« De temps en temps, on rencontre, gravissant le rude escalier, une troupe d’enfants chargés de corbeilles. Ils halètent et râlent, ces misérables gamins accablés sous la charge. Ils ont dix ans, douze ans, et ils refont, quinze fois en un seul jour, l’abominable voyage, moyennant un sou par descente. Ils sont petits, maigres, jaunes, avec des yeux énormes et luisants, des figures fines aux lèvres minces qui montrent leurs dents, brillantes comme leurs regards.

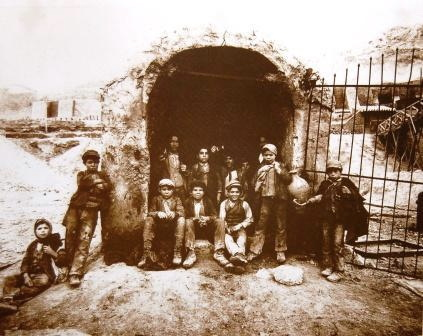
Carusi à l'entrée d'un puits de soufrière en 1899.

Cette exploitation révoltante de l’enfance est une des choses les plus pénibles qu’on puisse voir. »

— Guy de Maupassant, La Vie errante, 1890
Pour l'historien Francesco Renda, cette exploitation infantile est proche d'une « criminalité génocidaire ». Elle traduit une forme de colonisation britannique de la Sicile par une exploitation des ressources naturelles au profit d'une puissance étrangère, laissant la population locale dans la misère.

### La question des soufres
La question des soufres est une crise politique entre l'Empire britannique et le royaume des Deux-Siciles qui a lieu entre 1838 et 1840 et qui touche principalement la ville de Naples, alors capitale des Deux-Siciles, lors d'un embargo anglais. L'enjeu est le monopole sur l'extraction du soufre en Sicile, qui représente alors près de 80 % de la production mondiale.
Le commerce du soufre sicilien était géré par le Royaume-Uni dans une situation de monopole, en vertu d'une concession faite de 1816 par Ferdinand Ier. À cette époque, le soufre est une ressource stratégique pour la fabrication de la poudre à canon, et la production minière sicilienne couvre 80 % de la demande mondiale. Or, dans les années 1830, le prix du soufre est multiplié par 5 à la suite d'une augmentation importante de la demande industrielle en Europe, principalement en France et en Angleterre. En 1836, Ferdinand II considère comme désavantageuses pour les caisses de l’État les conditions économiques de la concession accordée aux Britanniques qui profitent du minerai en l'achetant à un coût très faible et en le revendant à un prix élevé sans garantir un bon revenu à son royaume. Le souverain du royaume des Deux-Siciles, qui, entre-temps, a supprimé la taxe sur la mouture, se trouve contraint de chercher d'autres moyens pour augmenter les contributions aux caisses du royaume. La solution semble alors venir de la France dans une tentative de modifier le partenariat commercial avec les Anglais. La gestion du soufre est ainsi confiée à une société française, la Taix Aycard de Marseille, qui l'aurait payé au moins le double des Anglais, avec des tonnages plus limités et devait construire une usine de production d'acide sulfurique en Sicile. Face à ce qu'il considère comme une offense et une violation du traité de 1816, Lord Palmerston, plus tard responsable de la première guerre de l'opium et de la convention de Londres de 1840 pour servir les intérêts financiers britanniques, menace les Deux-Siciles d'une intervention de l'armée britannique,,. Faute de préparation, Ferdinand ne peut s'appuyer ni sur le gouvernement français, exclu des négociations commerciales initiales, ni sur les propriétaires siciliens, satisfaits du monopole anglais et craignant davantage une baisse des revenus due à une guerre commerciale.
Le 14 avril 1840, une flotte britannique arrive dans la baie de Naples dans le but de faire un blocus et de mener des représailles contre la marine marchande des Deux-Siciles. Ferdinand II ordonne alors un embargo de tous les navires britanniques stationnant dans les ports du royaume, tandis que les navires napolitains et siciliens capturés par les Anglais sont emportés, prisonniers, dans le port de Malte. Cela aurait provoqué une guerre si le roi Louis-Philippe n'avait pas réussi à arbitrer entre les deux États. Le conflit prend fin avec l'annulation par le royaume de France du contrat avec la Taix Aycard le 7 juillet 1840,, et l'obligation de rembourser les pertes aux Anglais. La reprise totale du commerce entre Londres et Naples n'adviendra qu'en 1845,.

### Apogée et décadence

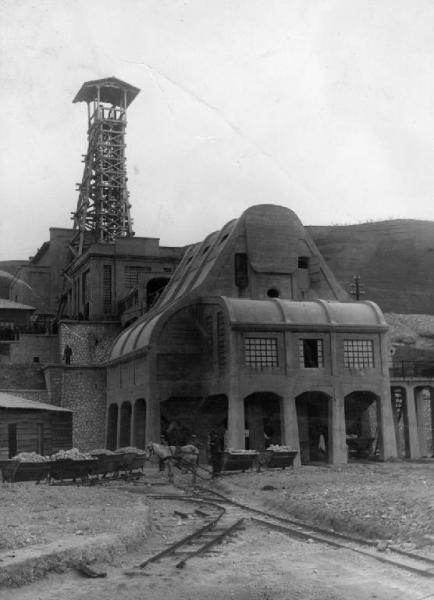
Mine de Grottacalda près de Piazza Armerina : Puits Mezzena.

Dès le milieu du XIXe siècle la Sicile produisait les 3/4 de la production mondiale : les roches y étaient suffisamment tendres pour permettre un creusement manuel, et les puits de soufre n'étaient pas très profonds. Les salaires étaient bas et on n'hésitait pas à employer des enfants à la tâche ; enfin, la Sicile était desservie par des ports importants. L'économie de l'île était d'ailleurs essentiellement agricole, et la présence de mines de soufre apportait un revenu d'appoint. Néanmoins, les vapeurs et le stockage de soufre étaient de véritables nuisances pour le pays.
Dès 1912, la Louisiane et le Texas ont détrôné la Sicile comme premiers producteurs mondiaux de soufre : l'existence de vastes gisements ainsi que l'abondance de pétrole et d’eau à proximité, ont rendu économiquement viable l'utilisation industrielle du procédé Frasch. Le soufre obtenu était désormais de haute pureté, les rebuts réduits, et le procédé nécessitait finalement une main d’œuvre moins abondante.
Après la Seconde guerre mondiale, la plupart des mines de Sicile ont fermé : il aurait fallu, pour y acclimater le procédé Frasch, une grande quantité de combustible et d'eau douce, qui faisaient ici largement défaut,.

## Mines de soufre sicilien
- Sommatino
- Floristella et Grottacalda à Valguarnera Caropepe, devenues Parco Minerario
- Lercara

## Extraction du minéral
Le minerai de soufre est transporté par brouette depuis des puits d'extractions superficiels et empilé dans des bas-fourneaux. Les pyrites sont chauffées pour séparer le soufre de la matrice rocheuse. La méthode n'a qu'un faible rendement car la plus grande partie du soufre est brûlée au contact de l'oxygène atmosphérique pour fournir la chaleur nécessaire à la fusion d'une très faible fraction de l'inventaire initial. Le soufre oxydé (SO2) est relargué sous forme de vapeurs toxiques d’anhydride sulfurique au lieu de fondre, d'où, de surcroît, une pollution atmosphérique importante.
On chauffe le soufre jusqu'à sa température de fusion, à 115 °C : il s'écoule ensuite par gravité et se solidifie dans le seau où on le collecte. Ce n'est pas encore, à ce stade, un minéral très pur.
La méthode sicilienne a connu quatre phases d'amélioration successives : les deux plus anciennes (la calcarelle et les calcaroni) ont été les plus pratiquées en Sicile.

### La calcarelle
La calcarelle était la méthode la plus simple. On jetait une pile de minerais de 1 m2 dans un fossé dont on abattait les flancs pour pratiquer les canules par lesquelles le soufre en fusion s'écoulerait au fond. On empilait les plus grosses pierres au fond, les plus petites au-dessus. On y mettait ensuite le feu et au bout de trois jours, le soufre en fusion commençait à sourdre d'une ouverture appelée le Morto (zone morte). Le minerai ne fondait qu'au centre, le soufre à la périphérie s'oxydait, de sorte que le rendement dépassait rarement 6 %. Une bonne partie du soufre se recombinait en vapeur de SO2 avec l'oxygène de l'air, et le fourneau ne récoltait sans doute qu'un tiers de ce que contenait le minerai initialement. Le procédé pouvait prendre plusieurs jours, selon le temps qu'il faisait. Le côté au vent tendait à se consumer plutôt qu'à fondre : l'hiver, le rendement était mauvais, ; c'était au surplus une technique très polluante.
Cette technique archaïque avait l’inconvénient de dégager de grandes quantités de dioxyde de soufre et d'autres composés hautement polluants et toxiques pour les ouvriers, l’agriculture, et pour tout l'environnement. Il fallait installer ces ateliers rudimentaires à au moins 3 km des villages.

### Les calcaroni

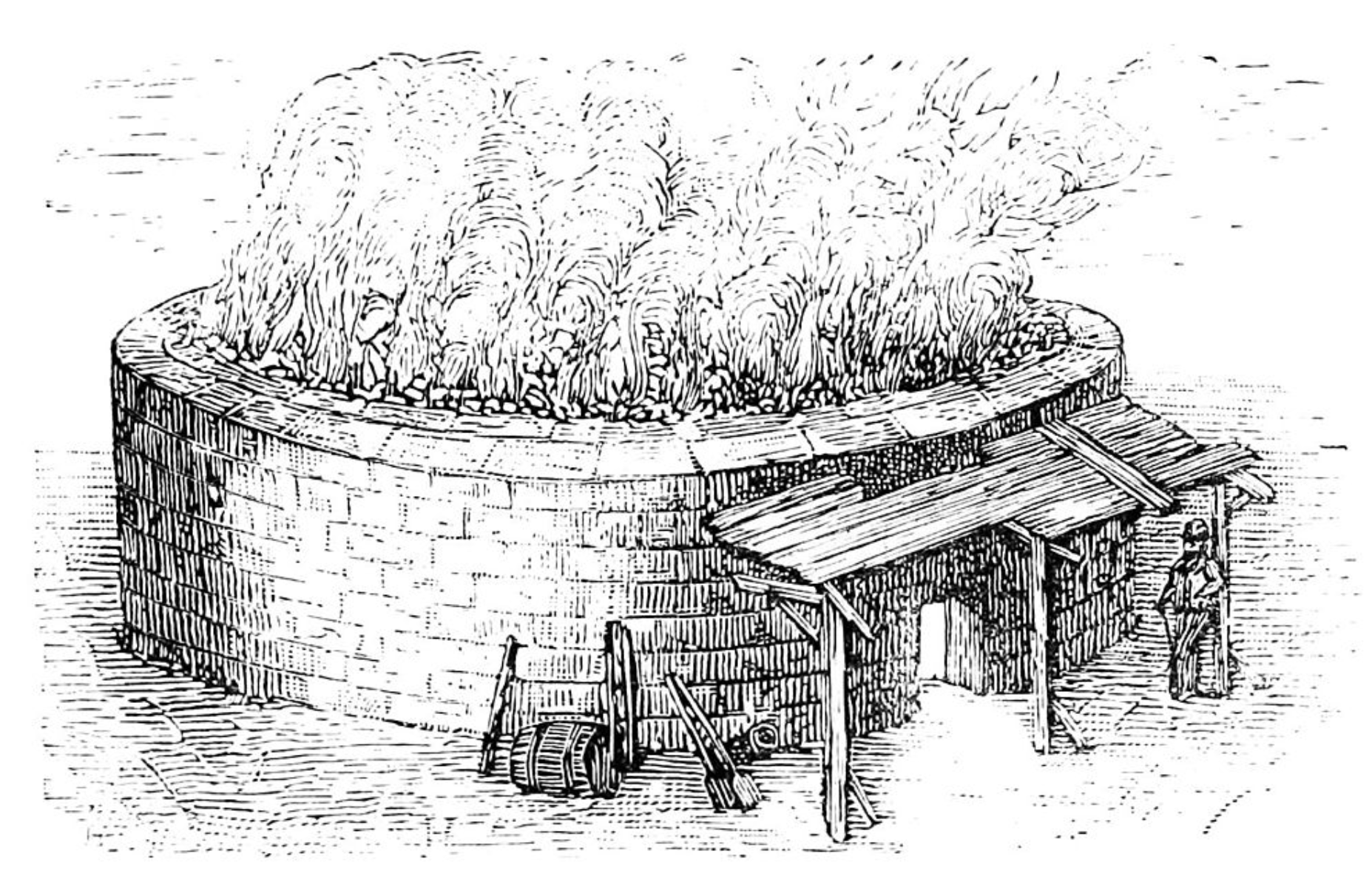
La méthode d'extraction de soufre appelée calcarone.

La méthode des calcaroni est plus efficace que la méthode précédente ; elle a remplacé graduellement la Calcarelle vers 1850.
On dresse une enceinte circulaire en pierre riche en soufre au flanc d'un coteau : au pied de cette enceinte, on creuse une rigole dite Morto d'une profondeur de 1,20 à 1,80 m, et large de 60 cm ; son orifice d'exutoire est recouvert d'un toit de planches pour abriter l'ouvrier. Les calcaroni pouvaient contenir jusqu'à 6 m3 de minerai de soufre. On utilisait généralement cette installation une dizaine d'années. On sélectionnait les plus grosses pierres chargées en minerai de soufre et on en faisait la couche de base, en ménageant des vides entre les pierres ; à mesure qu'on empilait des pierres plus petites, la tailles des interstices diminuait naturellement. Deux petites ventelles dirigées vers le bas, d'environ 60 cm, était pratiquées de part et d'autre du tas pour évacuer les gaz de combustion. On recouvrait le tout d'une couche de rebut des opérations précédentes. On donnait une inclinaison d'environ 10° à la base du tas. Le soufre fondu descend lentement dans le Morto, où le soufre se solidifie en lingots appelés balate. On pouvait traiter par ce procédé environ 2 000 m3 de minerais en 20-30 jours.
Bien qu'ils aient permis de diminuer considérablement les pertes de soufre par combustion et les quantités de SO2 gazeux ainsi émises, les Calcaroni n'avaient encore qu'un rendement de 50 % à cause de l'importante quantité de soufre encore relarguée en fumées toxiques et corrosives.
En 1870, on comptait 4 367 calcaroni en Sicile.

### Les doppioni

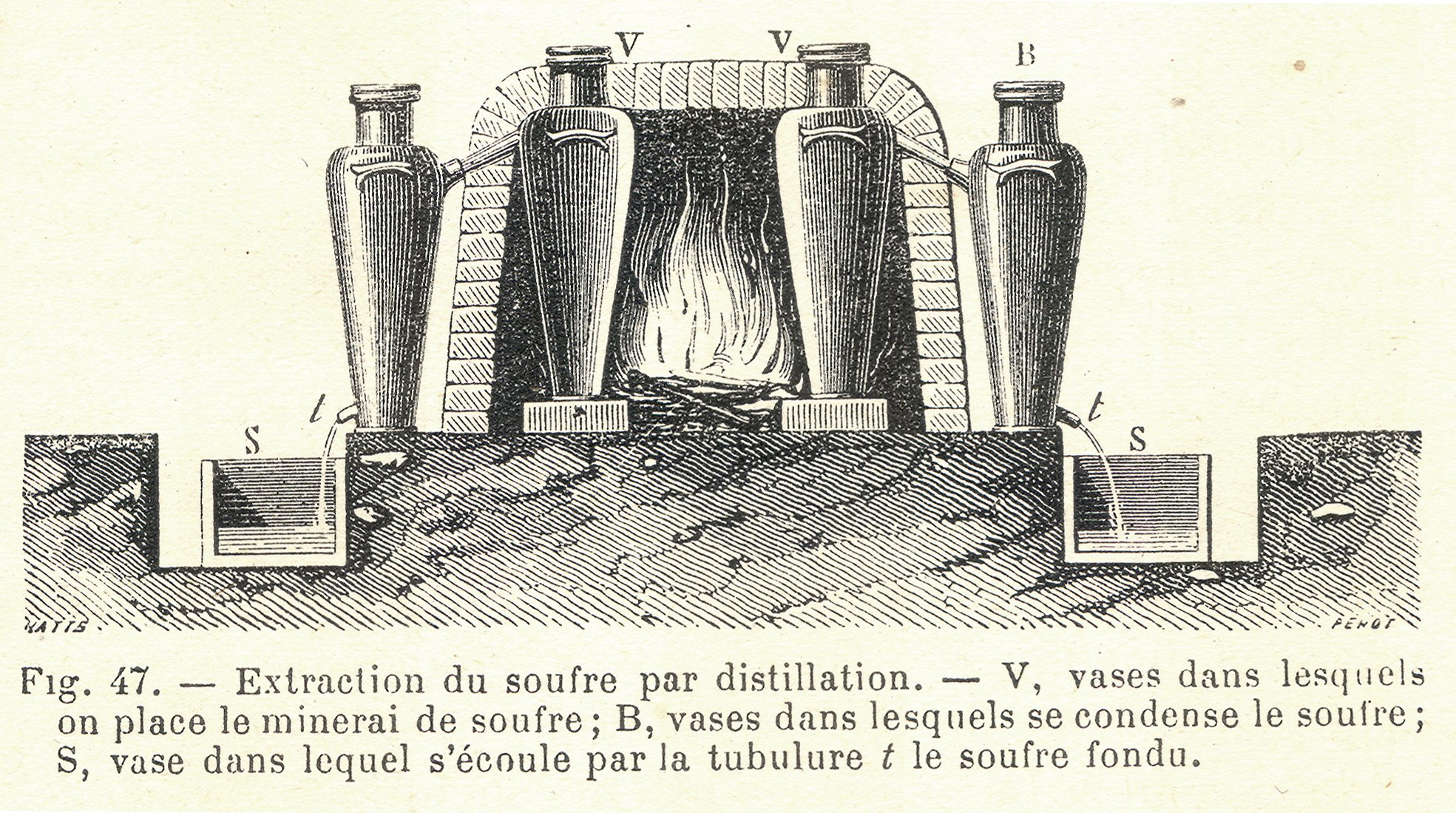
Extraction du soufre par sublimation/condensation.

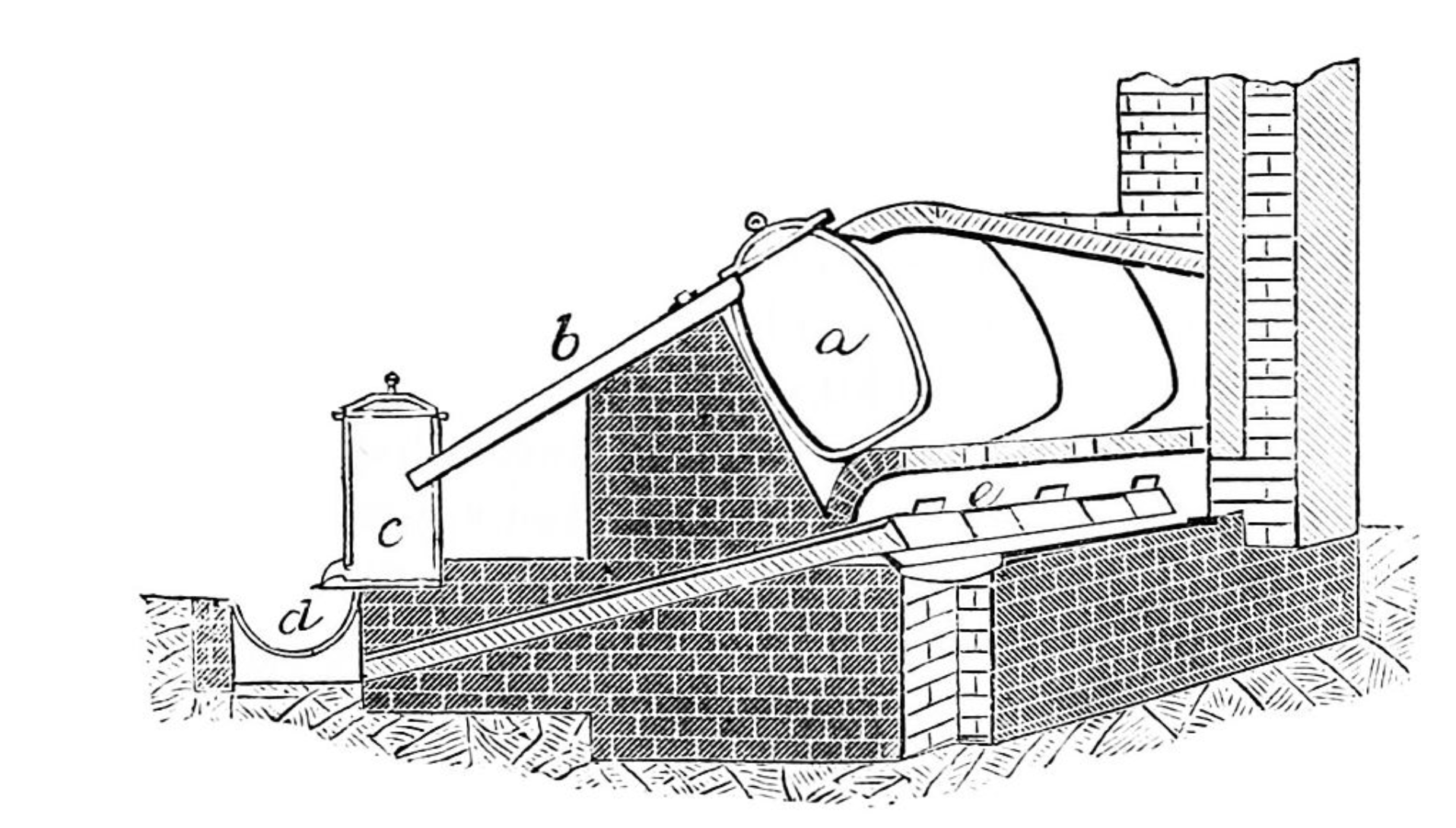
Les doppione : extraction du soufre par sublimation/condensation.

Doppioni (ou doppione) signifie « jumeaux » en italien. On reliait par un tuyau deux récipients de céramique, dont l'un était rempli de caillasses riches en soufre. On chauffait le pot rempli de caillasses. Le soufre, en s'évaporant, ou même en se sublimant, passait sous forme de vapeur par le tuyau pour se condenser ensuite dans le second récipient où il était récolté à l'état liquide dans des moules : c'était davantage un procédé de sublimation/condensation en phase liquide fondue qu'un procédé de sublimation réellement réversible au sens propre du terme en physique. On l'utilisait dans d'autres régions d'Italie comme la Romagne, car il fallait beaucoup de combustible, faisant défaut en Sicile, pour chauffer les pierres à soufre.

### Le four Gill
L'incinérateur Gill est un four à fonctionnement en continu développé en 1880 par l'ingénieur Roberto Gill. Il comportait une succession de chambres dans lesquelles le minerai était à chaque fois davantage chauffé et transféré à la chambre suivante pour entretenir la combustion. Chaque chambre comporte plusieurs orifices au plancher par lesquels on récoltait le soufre fondu. C'était une infrastructure coûteuse à l'investissement, mais qui présentait l'avantage de récolter les gaz et de limiter l'admission d'air. Le rendement était supérieur à 60 %.

## Le soufre sicilien dans la culture
Ciaula découvre la lune, nouvelle de Luigi Pirandello (1907) évoque l'un enfant travaillant dans les mines de soufre.